# Nyagahanda
Nyagahanda är ett vattendrag i Burundi.   Det ligger i provinsen Ruyigi, i den centrala delen av landet, 110 km öster om huvudstaden Bujumbura.
Omgivningarna runt Nyagahanda är en mosaik av jordbruksmark och naturlig växtlighet. Runt Nyagahanda är det ganska tätbefolkat, med 172 invånare per kvadratkilometer.